# Friedrich von Burghauß
Hermann Nikolaus Friedrich Graf von Burghauß (* 26. Oktober 1796 in Friedland (Oberschlesien); † 18. Juli 1885 in Breslau) war ein schlesischer Gutsbesitzer und Politiker.

## Familie
Burghauß entstammte der schlesischen Adelsfamilie der Grafen von Burghauß, die über ausgedehnten Grundbesitz im Herzogtum Schweidnitz verfügte. Der Familie standen die Herrschaft Friedland (Oberschlesien) sowie die Rittergüter Laasan, Saarau, Peterwitz und Neudorf (Nowice), die zu einem Majorat vereint waren, zu. Das Majorat Laasan berechtigte den jeweiligen Majoratsherrn zu Sitz und Stimme im Schlesischen Provinziallandtag, sowie in der Herrenkurie des Vereinigten Landtags, in der Ersten Kammer des Preußischen Landtags und im Preußischen Herrenhaus.
Friedrich Burghauß war Sohn des Grafen Nikolaus Ferdinand von Burghauß und dessen Ehefrau Juliane von Sandretzki. Er war seit 1826 verheiratet mit Adelaide Gräfin Henckel von Donnersmarck. Sie war die Tochter der Johanna von Prittwitz und Gaffron-Grambschütz und des Oberstleutnants, Grundbesitzers und Freien Standesherrn Gustav Graf Henckel von Donnersmarck-Beuthen (1763–1813). Das Pückler-Paar selbst blieb kinderlos, lebte im Sommer auf Schloß Laasan und im Winter in Breslau. Gutserbe wurde Friedrich Ludwig Graf von Pfeil-Burghauß (1803–1896).

## Leben
Burghauß, Ehrenritter des Johanniterordens und Königlich Preußischer Kammerherr, erbte 1815 als 19-jähriger den ausgedehnten Familienbesitz und wurde Majoratsherr auf Laasan und Friedland/O.S. Ab 1842 war er Präsident des Landwirtschaftlichen Zentralvereins für Schlesien und von 1846 bis 1876 Generallandschaftsdirektor für Schlesien und somit Leiter der Schlesischen Landschaft. Bereits 1853 war Pückler im Verwaltungsrat der Breslau-Schweidnitz-Freiburger Eisenbahngesellschaft.
1840 nahm er einen Sitz im Schlesischen Provinziallandtag ein, 1847 bis 1848 in der Herrenkurie des Ersten bzw. Zweiten Vereinigten Landtags, 1851 bis 1854 in der Ersten Kammer des Preußischen Landtags und von 1854 bis zu seinem Tode 1885 im Preußischen Herrenhaus.